# Skowyt 4: Koszmar nocny
Skowyt 4: Koszmar nocny (org. Howling IV: The Original Nightmare) – brytyjski film grozy, należący do cyklu filmów o wilkołakach zainspirowanych powieściami Gary'ego Brandera.

## Fabuła
Marie cierpi na załamanie nerwowe. Za radą lekarza wyjeżdża wraz z mężem na wakacje. Postanawiają wynająć niewielki domek niedaleko nadmorskiej miejscowości. Stan Marie wydaje się poprawiać, do czasu gdy zaczyna mieć koszmary i wizje, w których ukazuje się jej duch obłąkanej zakonnicy. Wkrótce zagadki tajemniczej postaci i miejsca się rozwiązują. 

## Główne role[1]
- Romy Windsor - Marie
- Michael T. Weiss - Richard Adams
- Antony Hamilton - Tom
- Susanne Severeid - Janice
- Lamya Derval - Eleanor
- Norman Anstey - szeryf
- Kate Edwards - Alice Ormstead
- Dennis Folbigge - doktor Chuck Coombes